# 里德 (北达科他州)
里德（英語：Reeder）是美国北达科他州下属的一座城市。根据2010年美国人口普查，该市有人口162人。